# 秋穂街道
秋穂街道（あいおかいどう）とは、現在の山口市秋穂町秋穂浦と山口市中園町を結ぶ古道。
秋穂浦から四辻（山口市）で山陽道と交差し，陶峠(すえがたお)・渡瀬（渡河点が椹野川）を経て山口市内に至る。

## 概要
秋穂浦は中世大内氏時代に山口県の外港であり，秋穂街道は軍事・流通などの幹線道路として整備された道路。
1569年(永禄12) 大友氏に身を寄せていた大内輝弘は、九州出陣中の毛利氏の留守中に秋穂浦から秋穂街道を利用して山口市中へ侵攻した。
この様に瀬戸内海から山口市中へ至る軍事上の要路であるとともに, 秋穂特産物の塩や魚介類の運搬路でもあった。
秋穂街道は御上使道などとも呼ばれ、御上使道とは，京都より足利将軍や豊後より大友氏の使者が来る道に由来するものと考えられる。
海側の起点秋穂浦に髪解橋，山口市中の終点に袖解橋があり上陸後に髪解橋で下を流れる水鏡で旅装を整え，山口市中への入口でそれを解いたことによるものと思われる。
また秋穂の江ノ川の川口付近には 何軒もの旅籠宿が明治時代まであった。
平野から九田川をよこぎる吉野橋のたもとには, 1810年(文化7)の日本廻国石橋願主の碑があり「右あいをみち、奉納大乗妙典日本廻国石橋願主予州松山桑村郡安用村善右衛門、古橋願主当村浄念」とある。
江戸期にも，秋穂・陶・鋳銭司(すぜんじ)など吉敷郡南部諸村から山口へ至る最短路として利用されていたが現在では人の通行は絶えている。

## ルート
秋穂浦 - 下村 - 中野 - 宮ノ旦 - 天田 - 幸田 - 仁光寺 - 梅木峠 - 南原(鋳銭司) - 陶峠（海抜200m）- 堂紺 - 平野 - 吉野橋 - 福良 - 小原 - 向矢原 - 秋穂渡瀬 (あいわたせ。当時は、橋はなく渡し舟) - 富田原 - 中讃井町（現山口市中園町）

## 沿線関連施設
- お上使道一里塚跡
- 秋穂八十八ケ所霊場
- 正八幡宮
- 仁光寺
- セミナーパーク
- 松永周甫薬園跡と遺存植物

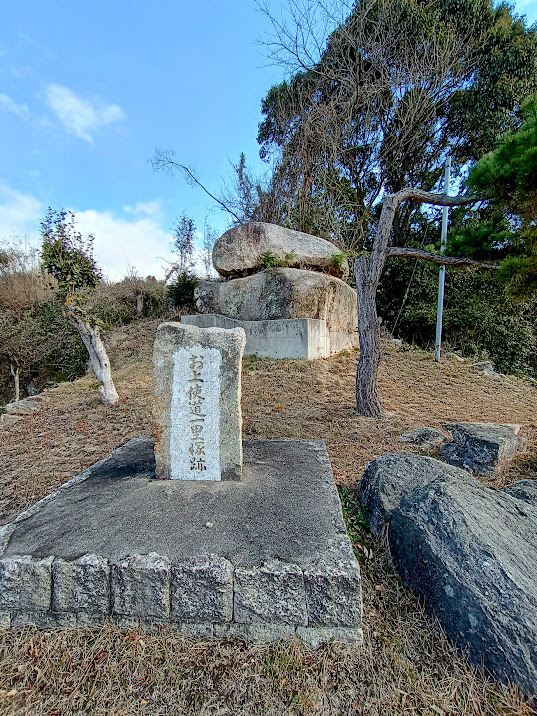

- 陶峠下一里塚（山口市文化財)秋穂街道の一里塚跡

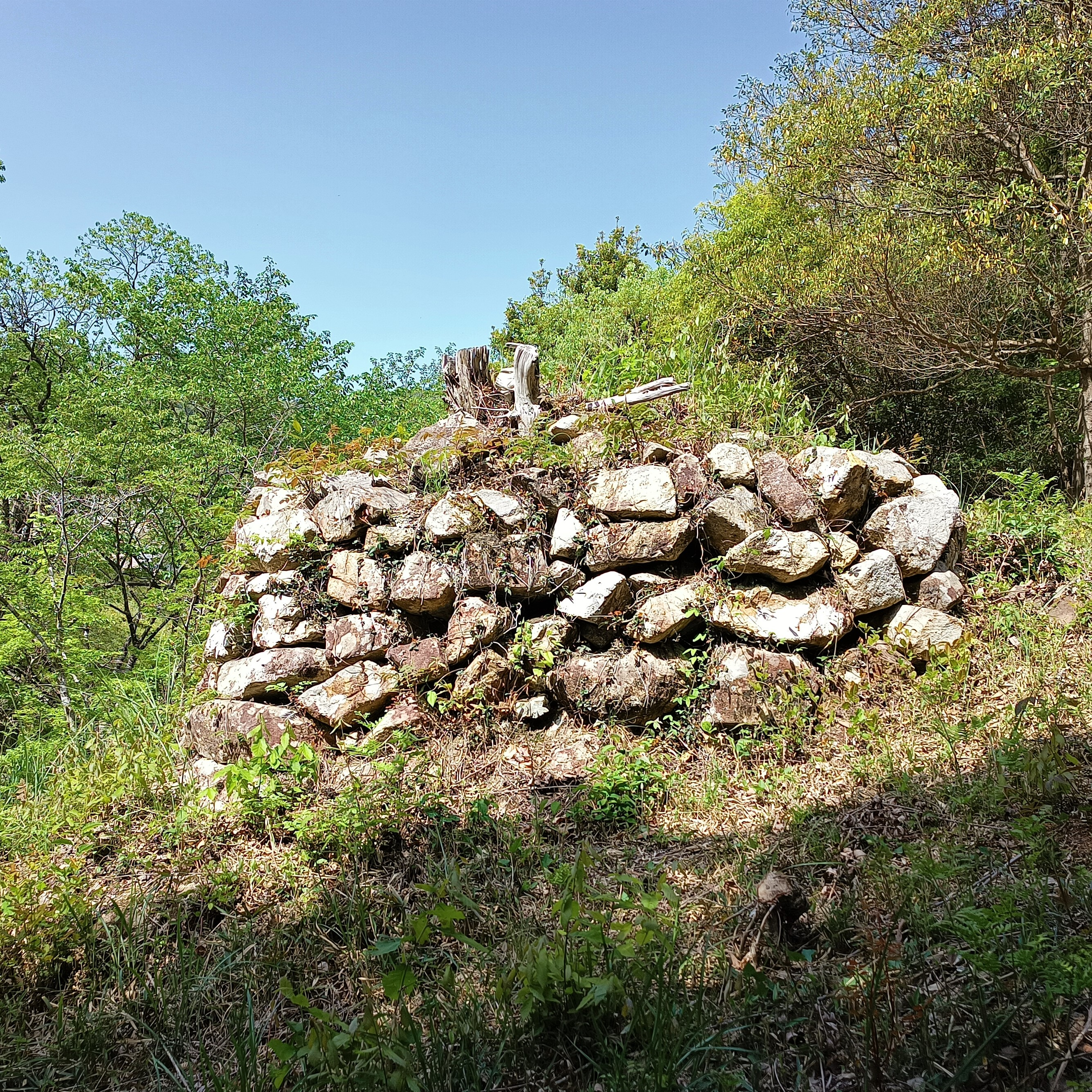
秋穂街道の一里塚跡

- 日本廻国石橋願主の碑（秋穂街道（御上使道）唯一残っている道標）秋穂街道の道標

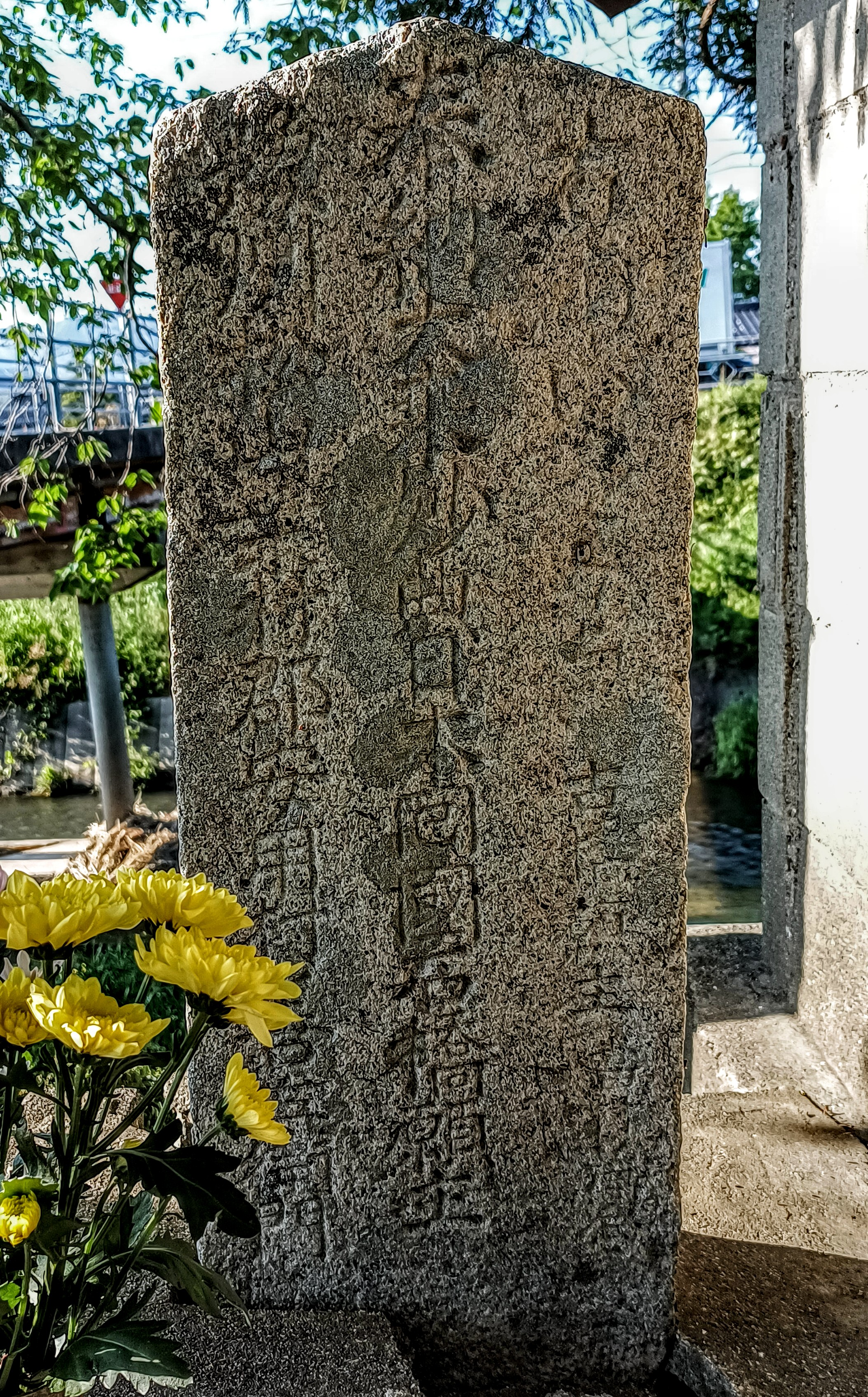
秋穂街道の道標

## 関連事項
- 大内輝弘の反乱

毛利元就と豊後国の大友宗麟は北九州の覇権をめぐって全面対決状態でその打開策として背後の錯乱させる為に大友氏は大内輝弘を送り込むことを計画。
大内輝弘も大内氏再興の為、1569年（永禄12年）10月11日に大友軍を伴い、秋穂浦と白松浦（阿知須・西岐波付近）の海岸へ着岸して秋穂街道を進み陶峠を越えた平川の平野口の明神池付近（四十九ガ原）で激しい戦闘があり、毛利軍の家臣の井上善兵衛尉就貞は、輝弘軍に敗れた。
その後、輝弘軍は築山館を占拠したが高嶺（鴻の峯）城を攻めあぐねている間に吉川元春が10月20日に1万の兵を山口に向かわさせた後、形勢が悪くなり
徐々に毛利軍に包囲され運命が尽きたと悟り大内輝弘は富海の浮野峠の茶臼山で自刃した
。